# Tallium-trijodid
A tallium-trijodid szervetlen vegyület, képlete  TlI3. A többi tallium-trihalogeniddel ellentétben nem található benne tallium(III) ion, hanem egy tallium(I) iont és egy trijodidiont I−3 tartalmaz. 
A Tl+ ion nem oxidálódik Tl3+ ionná, azaz a
Tl3+  +  2 I− → Tl+  +  I2
reakció nem megy végbe, ami az alábbi félreakciók standardpotenciáljai alapján értelmezhető:
Tl3+ + 2 e− → Tl+  ; Er° = 1,252
I2 + 2 e− → 2 I−  ; Er° = 0,5355;
A kedvezményezett reakció tehát a Tl3+ redukciója (1,252 > 0,5355). A standardpotenciál ilyen értelmezésénél azonban figyelni kell arra, hogy a reakciót bizonyos tényezők, például a komplexképződés vagy szolvatáció befolyásolhatják. A tallium(III) iont stabilizálhatja a feleslegben levő I− ion, ilyenkor TlI−4 képződik (mely izoelektronos a tetrajodo-merkurát anionnal és az ólom(IV)-jodiddal).

## Szerkezete és előállítása
A tallium-trijodidot Tl+ és I3− ionok alkotják. A szerkezete hasonló a NH4I3, CsI3 és a RbI3-hoz. Benne a trijodidion csaknem lineáris, de aszimmetrikus, mert az egyik jód–jód kötés hosszabb, mint a másik. Néhány Ia−Ib−Ic trijodid szerkezeti adatai:
| vegyület | Ia−Ib (pm) | Ib−Ic (pm) | kötésszög (°) |
| -------- | ---------- | ---------- | ------------- |
| TlI3     | 306,3      | 282,6      | 177,90        |
| RbI3     | 305,1      | 283,3      | 178,11        |
| CsI3     | 303,8      | 284,2      | 178,00        |
| NH4I3    | 311,4      | 279,7      | 178,55        |

Elő lehet állítani sztöchiometrikus mennyiségű tallium-jodid, jód és hidrogén-jodid tömény vizes oldatának reakciójával, vagy tallium-jodid és jód reakciójával etanolban.

## Fordítás
Ez a szócikk részben vagy egészben  a   Thallium triiodide című angol Wikipédia-szócikk ezen változatának fordításán alapul.  Az eredeti cikk szerkesztőit annak laptörténete sorolja fel. Ez a jelzés csupán a megfogalmazás eredetét és a szerzői jogokat jelzi, nem szolgál a cikkben szereplő információk forrásmegjelöléseként.